# Eriksson (film)
Eriksson är en svensk svartvit dramafilm från 1969 med regi och manus av Allan Edwall. Edwall har även filmens huvudroll och i övriga roller ses bland andra Björn Gustafson och Inge Edsholt.

## Om filmen
Manuset till Eriksson baserades på Edwalls radiopjäs Hjälparen och spelades in mellan april och juni 1968 huvudsakligen på Södermalm i Stockholm. Fotograf var Tore Johnson, kompositör Harry Arnold och klippare Lars Hagström. Filmen premiärvisades den 3 mars 1969 på biografen Cinema i Stockholm. Den var 91 minuter lång och tillåten från 11 år.

## Handling
Filmen handlar om verkstadsarbetaren Eriksson som efter sin skilsmässa har blivit socialt isolerad.

## Rollista
- Allan Edwall – Eriksson, verkstadsarbetare
- Björn Gustafson – Alexander Eriksson
- Inge Edsholt – Aina, arbetarens exfru
- Gunnel Sporr – norrländskan
- Jerker Edsholt – Leif, makarna Erikssons son
- Taki Claesson	– Agnès, Alexanders fästmö
- Sten Ardenstam – farbror Sten, Ainas nye vän
- Anna Lindkvist – norrländskans dotter
- Hans Bendrik – en kroggäst
- Margareta Bergman	– grannfrun i trappan
- Tommy Nilsson	– hennes son
- Torsten Wahlund – grannen Stene, älskaren
- Barbro Larsson – älskarinnan
- Birgitta Bergman – intervjuande reporter i Göteborg

### Fotnoter
1. 1 2 3  ”Eriksson”. Svensk Filmdatabas. http://sfi.se/sv/svensk-filmdatabas/Item/?itemid=4816&type=MOVIE&iv=Basic&ref=/templates/SwedishFilmSearchResult.aspx?id%3d1225%26epslanguage%3dsv%26searchword%3deriksson%26type%3dMovieTitle%26match%3dIdentical%26page%3d1%26prom%3dFalse. Läst 6 april 2013.